# Nachtzuster (Doe Maar)
Nachtzuster is een nummer van Doe Maar uit 1983 van het album "4us"'.
Dit nummer was de derde hit van het album, maar was niet als single uitgebracht. Er zijn live uitvoeringen en een videoclip van. Het werd gecoverd door Grof Geschut en BLØF.

## Hitnotering
Doordat het niet als single was uitgebracht, was er geen notering in de Top 40 of de Nationale Hitparade.

### NPO Radio 2 Top 2000
| Nummer met noteringen in de NPO Radio 2 Top 2000 | '22  | '23 | '24  |
| ------------------------------------------------ | ---- | --- | ---- |
| Nachtzuster                                      | 1898 | -   | 1978 |

1. ↑  Een '-' betekent dat het nummer niet was genoteerd en een vetgedrukt getal geeft de hoogste notering aan.
2. ↑  2022 was het eerste jaar met een notering voor dit nummer.